# Leotia lubrica
Léotie lubrique
Espèce
Leotia lubrica, la Léotie lubrique, est une espèce de champignons (Fungi) Ascomycètes. Elle apprécie les forêts humides de conifères et de feuillus où elle pousse en troupe. Elle est saprotrophe, c'est-à-dire qu'elle se nourrit de végétaux en décomposition. Chimiquement proche de la Gyromitre (Gyromitra esculenta), Leotia lubrica est également toxique. Elle pousse dans les mêmes biotopes et aux mêmes saisons que le champignon comestible Chanterelle en tube (Craterellus tubaeformis) et lui ressemble si on n'y prête pas garde. Malgré tout, l'absence de plis sous son chapeau et sa texture gélatineuse permettront de la discriminer facilement. Cette espèce a été recensée sur l'ensemble de l'écozone holarctique et au sein de l'Australasie.

## Taxonomie
Cette espèce est décrite pour la première fois par le naturaliste autrichien du XVIIIe siècle Giovanni Antonio Scopoli dans son ouvrage « Flora Carniolica » de 1772 portant sur la flore du Duché de Carniole. Il l'inclue dans le genre Helvella de Linné et lui donne pour épithète spécifique « lubrica » signifiant « glissant ». En 1794, Christiaan Hendrik Persoon utilise ce taxon comme espèce-type de son nouveau genre Leotia du grec ancien « leiotes » (lustré),.

### Synonymie
- Helvella lubrica Scop., 1772 (Basionyme)[1]
- Leotia gelatinosa Hill, 1771[1]
- Leotia portentosa (S. Imai & Minakata) F.L. Tai, 1944[1]

### Leotia viscosa
Leotia viscosa Fr., 1822 est aujourd'hui considéré comme une variété, une forme ou un synonyme de Leotia lubrica sous les noms :
- Leotia lubrica var. viscosa (Fr.) Quél[4].
- Leotia lubrica f. viscosa (Fr.) S. Imai, 1936[5]
- Leotia lubrica (Scop.) Pers. 1794[6]

### Dénominations françaises
En français, cette espèce est nommée de son nom vulgarisé et normalisé « Léotie lubrique ». De manière secondaire, elle porte également le nom « Léotie visqueuse », transcription littérale de Leotia viscosa.

## Systématique
Selon une étude phylogénétique de 2004 menée sur 33 populations issues du monde entier, il semble que le genre Leotia soit polyphylétique. Bien que morphologiquement bien définis, L. lubrica, L. viscosa et L. atrovirens auraient par conséquent des ancêtres différents. La couleur de l'ascocarpe dans les spécimens frais n'est pas un caractère fiable pour une détermination spécifique. Quatre grands groupes bien étayés, ne correspondant pas entièrement aux espèces communément reconnues, ont été trouvés. La couleur du pied, à l'état frais et sec, permet une reconnaissance fiable à l'inverse des caractéristiques microscopiques. L. viscosa est un groupe apparenté à L. lubrica alors que L. atrovirens, l'espèce la plus basique, diffère des autres groupes par son pied sans tissu gélifiant dans ses couches externes.

## Description

### Macroscopie
Leotia lubrica  se présente sous la forme de sporophores mesurant de 1 à 6 cm dont le chapeau, qui s'étale sur 1 à 3 cm de diamètre, est ocre vert olive et gélatineux. Au toucher, sa cuticule peut être lisse, moite ou visqueuse. Sa forme est convexe et constituée de lobes et d'ondulations irrégulières et son bord est enroulé vers l'intérieur à la manière de la Gyromitre comestible. Sa face inférieure est lisse et de couleur plus pâle que la face supérieure. Le pied cylindrique ou aplati, mesure de 2 à 8 cm et présente parfois des sillons. Sa couleur est similaire à celle du chapeau, bien que tirant plus sur le jaune, et sa surface est couverte de très petits grains de couleur verdâtre. La chair du chapeau est gélatineuse, alors que le pied est le plus souvent creux, rarement garni de mucus.

### Microscopie
Les spores de L. lubrica sont portées par des asques et mesurant environ 150 μm de long pour 10 à 12 μm de large. Les asques sont en forme de massue, sans opercule et portent généralement huit spores qui se libèrent par une fente. Les ascospores sont allongées en fuseau et mesurent de 20 à 25 μm de long pour 5 à 6 μm de large. Leur surface est lisse voire incurvées et les spores contiennent généralement quatre petites gouttes de lipides. Les spores matures sont cloisonnées par plusieurs septas sur toute leur longueur, comportant de 5 à 7 cloisons hyalines.

Leotia lubrica
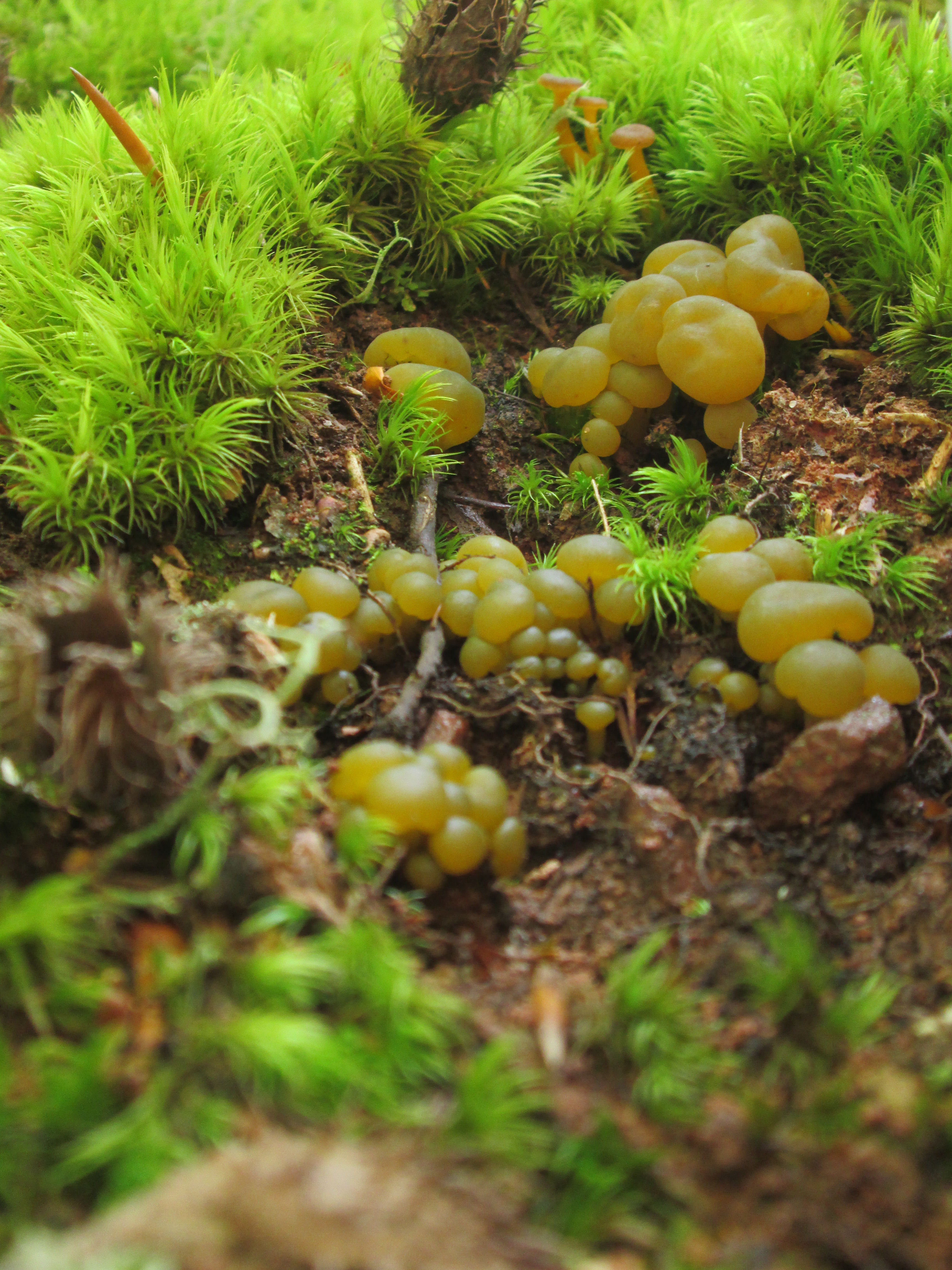
Serbie.
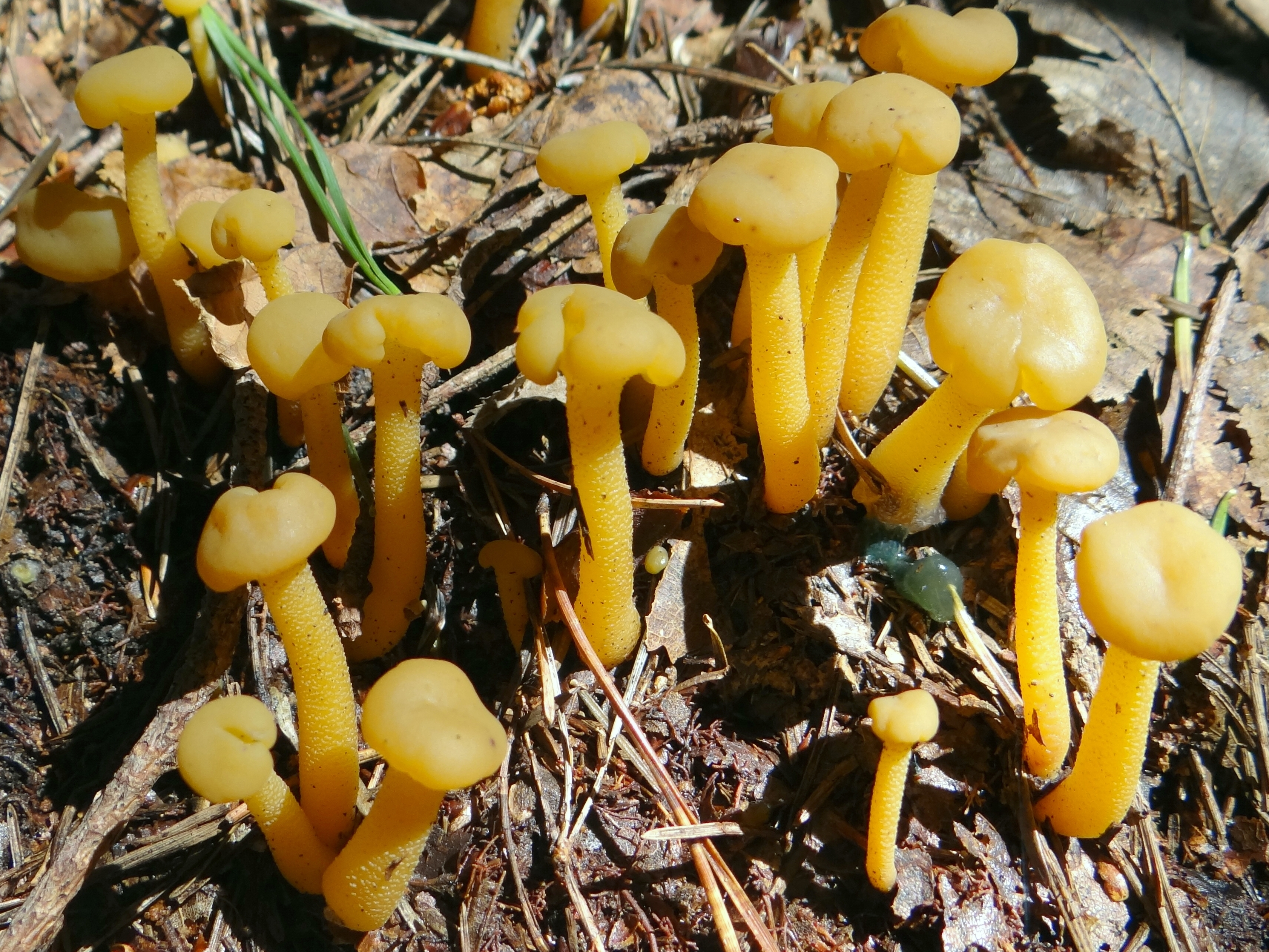
Pologne.
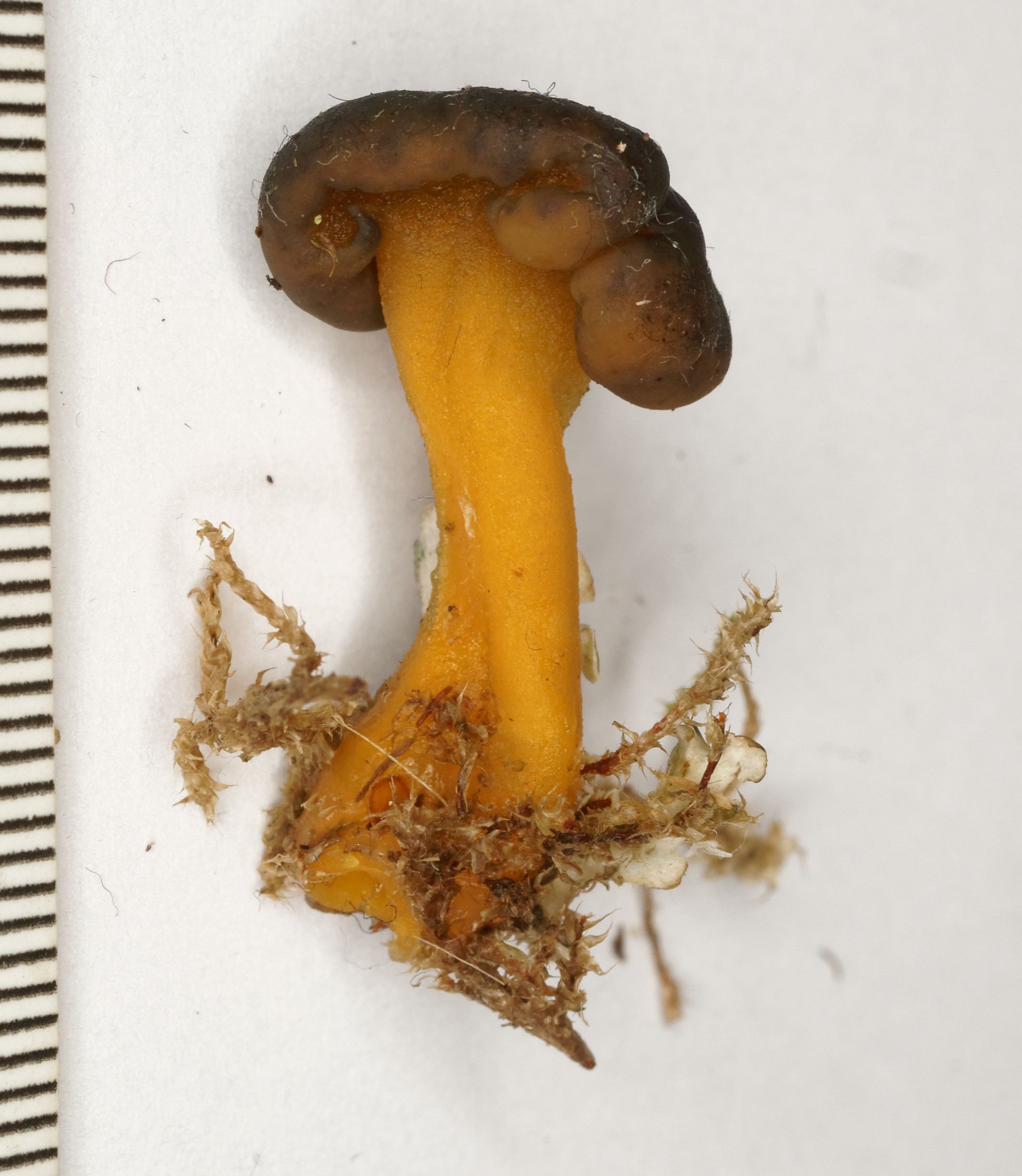
Angleterre.
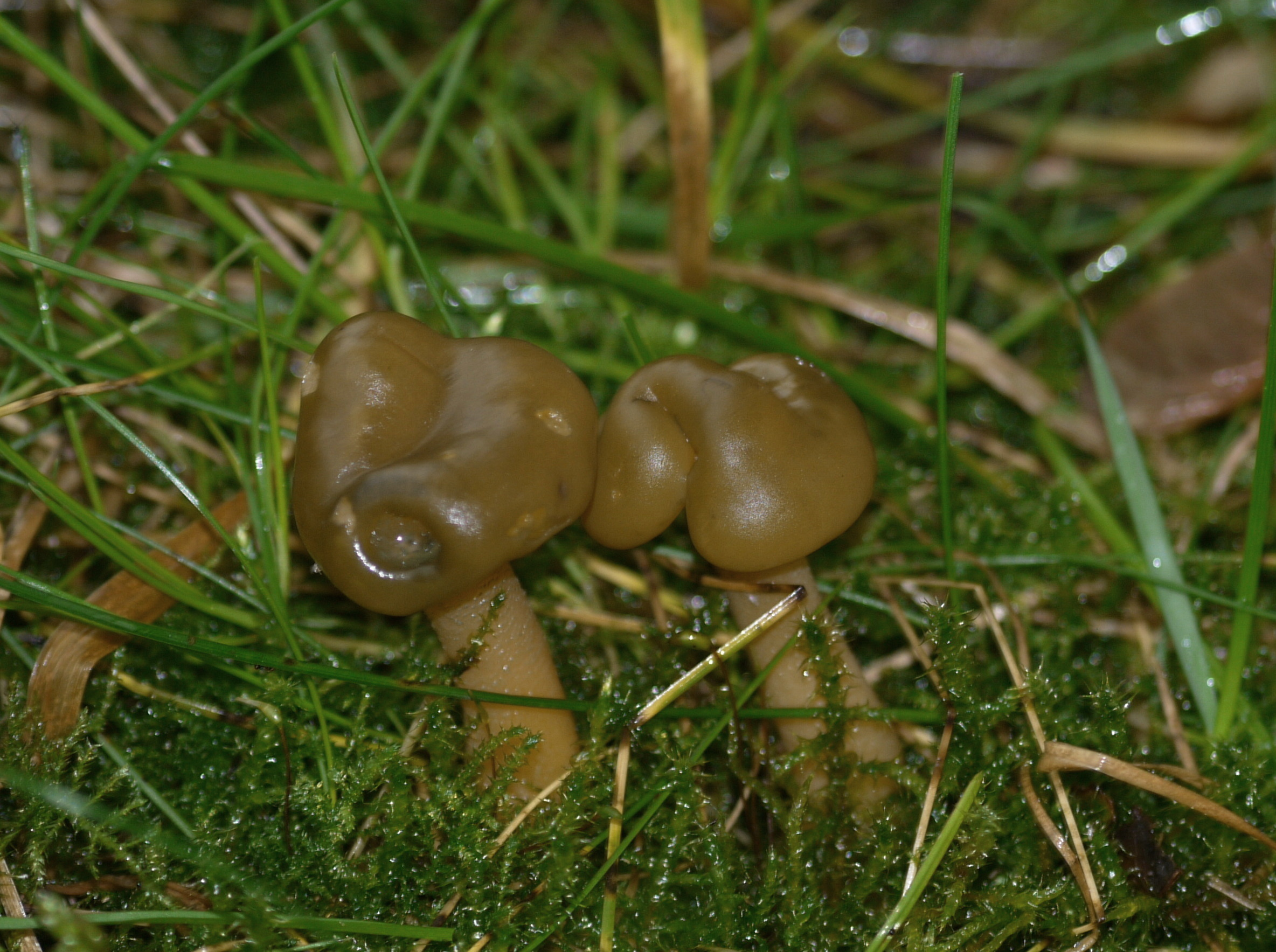
Pays-Bas.
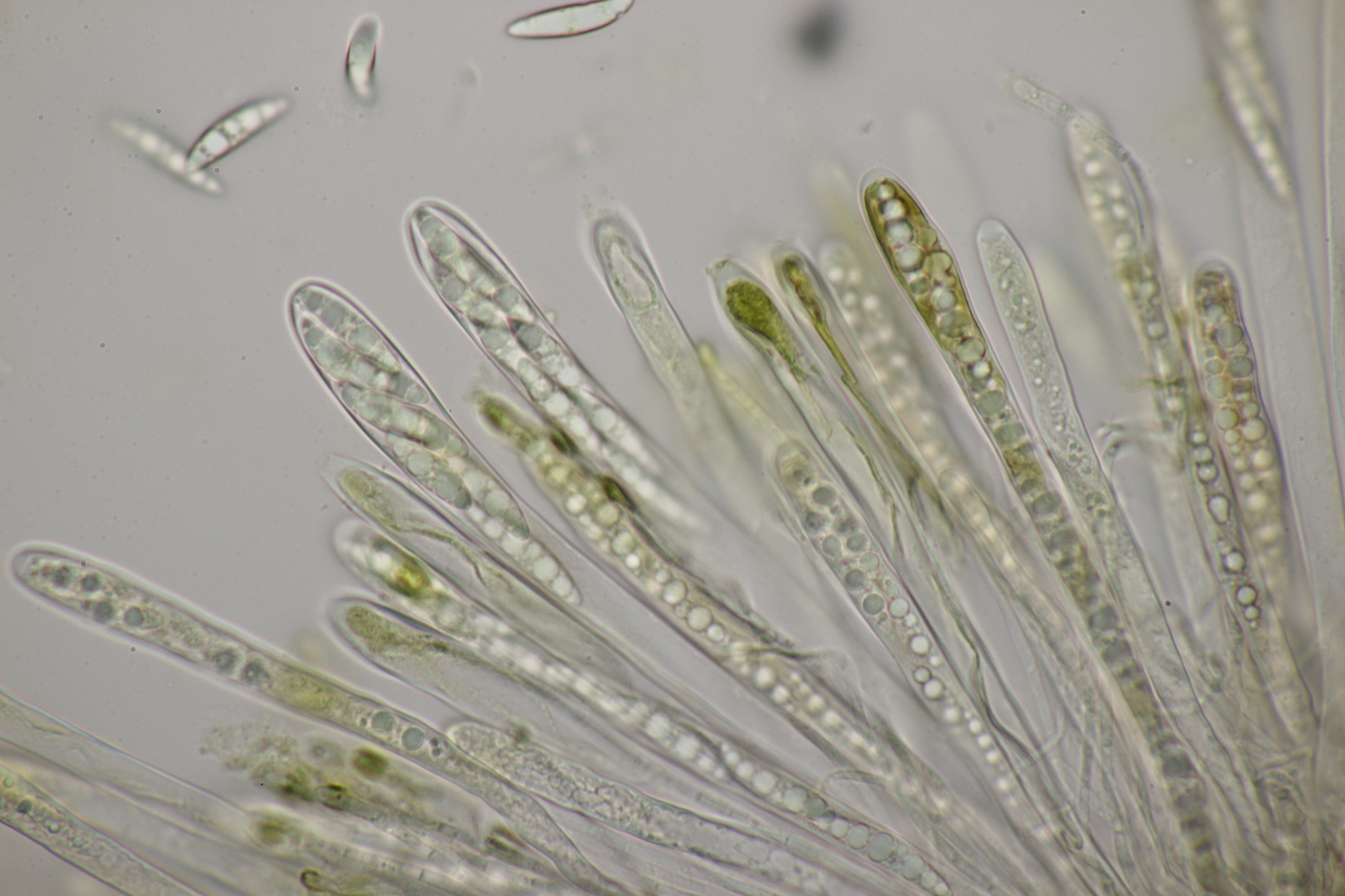
Asques.
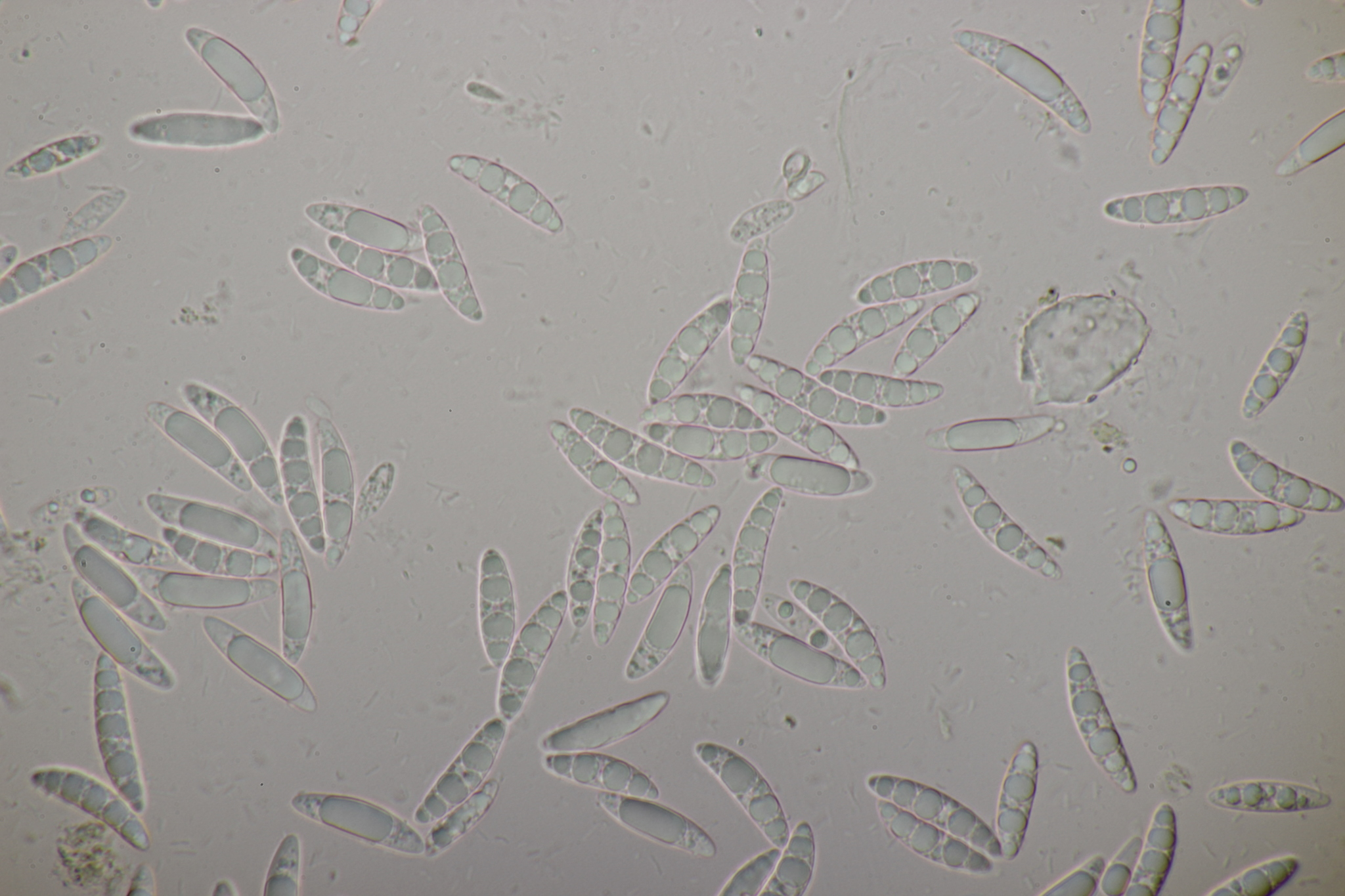
Spores.
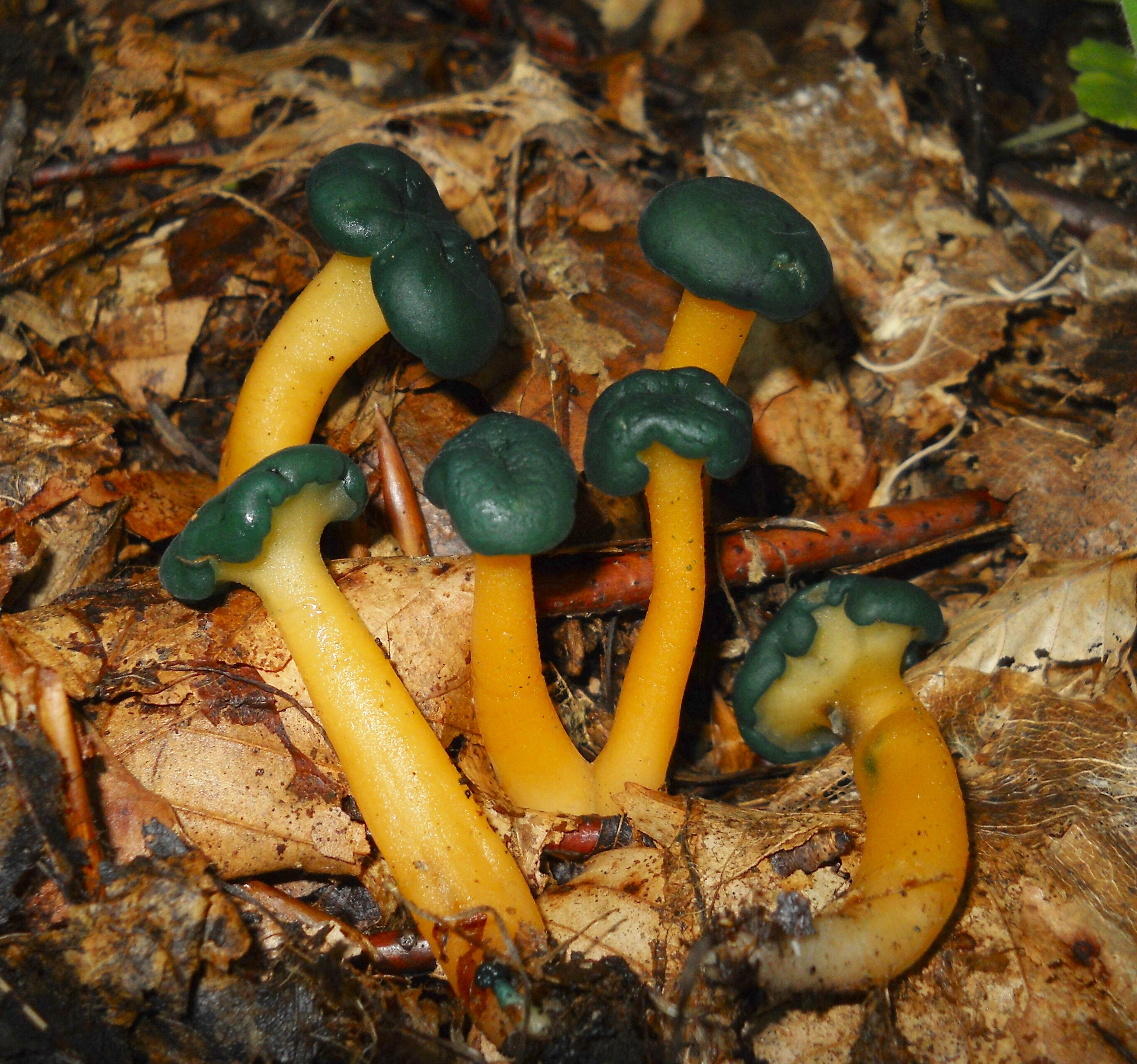
Sous-taxon viscosa.
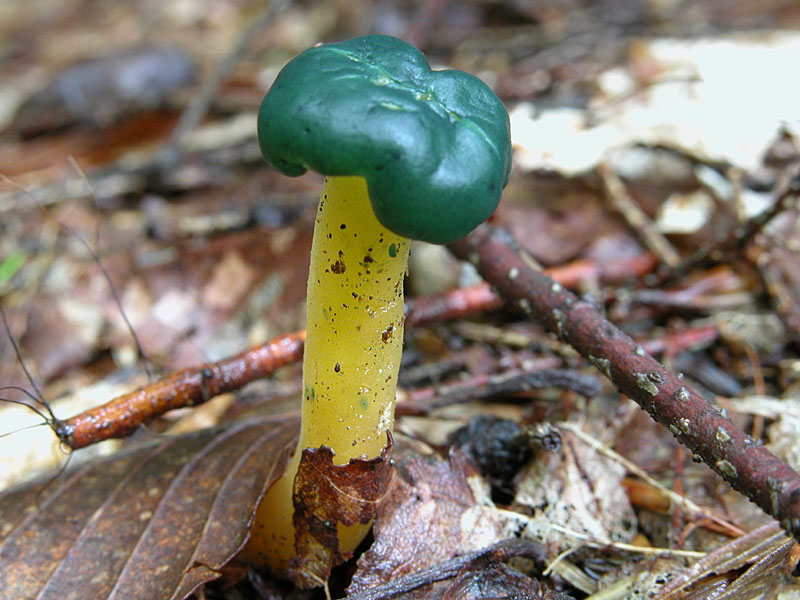
Sous-taxon viscosa.

## Confusions possibles
- Leotia atrovirens est une espèce beaucoup plus rare qui peut être différenciée par sa coloration plus sombre.
- Cudonia confusa ainsi que d'autres espèces de Cudonia comme C. circinans et C. lutea, sont morphologiquement proches de L. lubrica. Elles se distinguent par leur couleur brune, leurs spores plus petites et plus fines et leur texture moins visqueuse et gélatineuse.
- La Chanterelle en tube (Craterellus tubaeformis) est une espèce de champignon comestible régulièrement cueillie. Or, L. lubrica peut facilement se retrouver dans le panier du cueilleur du fait qu'elles partagent les mêmes biotopes et les mêmes saisons de développement. L"absence de plis dans le chapeau et la texture gélatineuse de L. lubrica permettent une séparation facile.

Quelques espèces proches
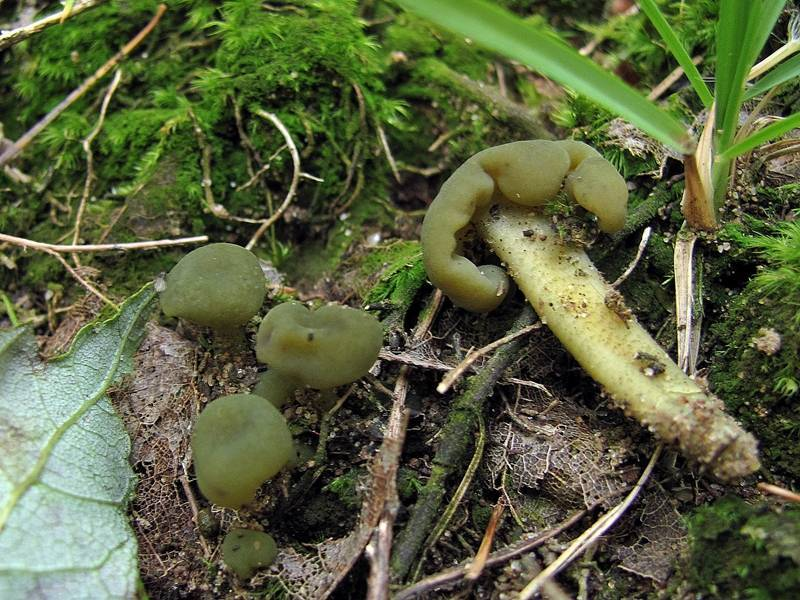
Leotia atrovirens.
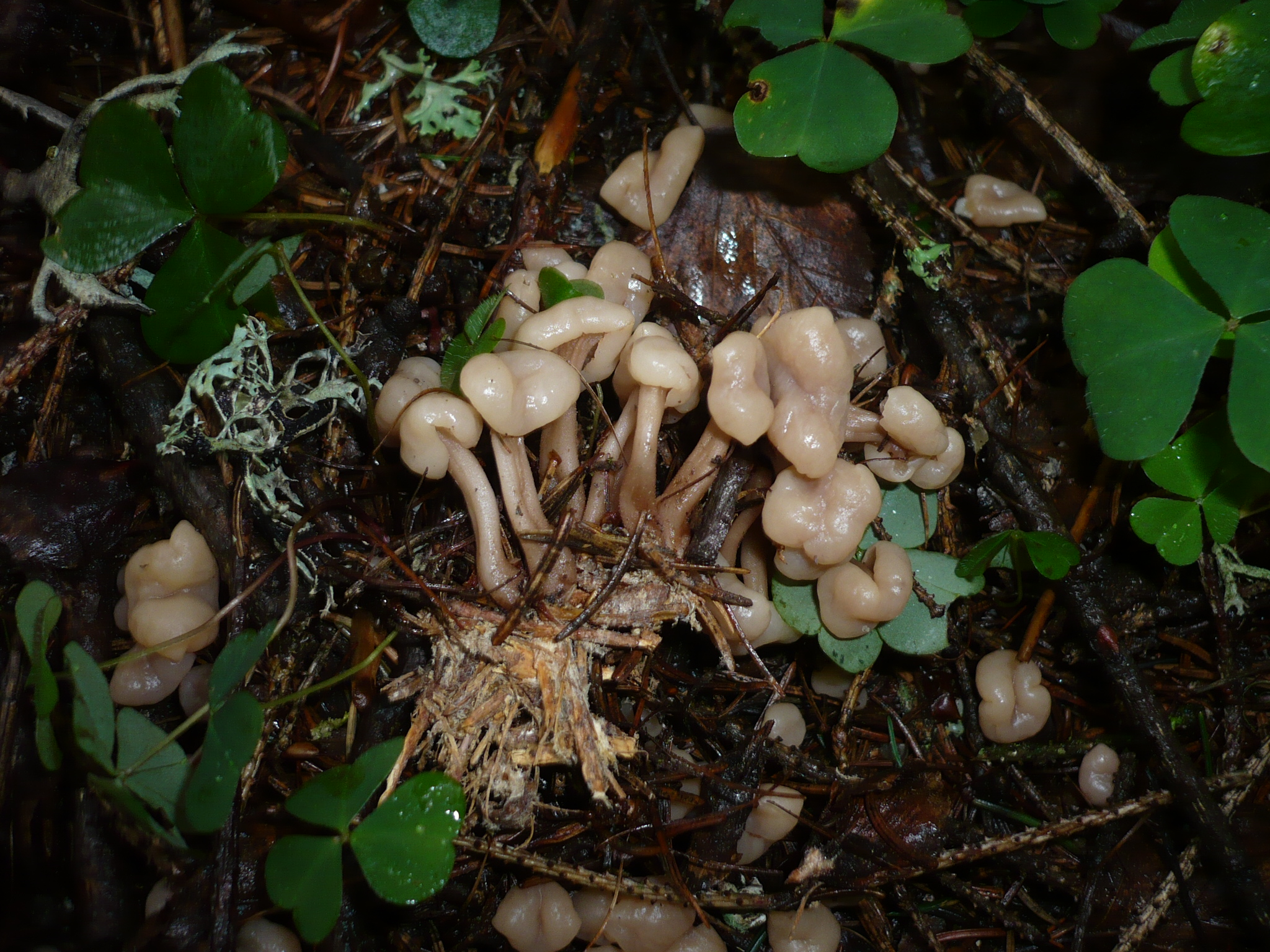
Cudonia confusa.
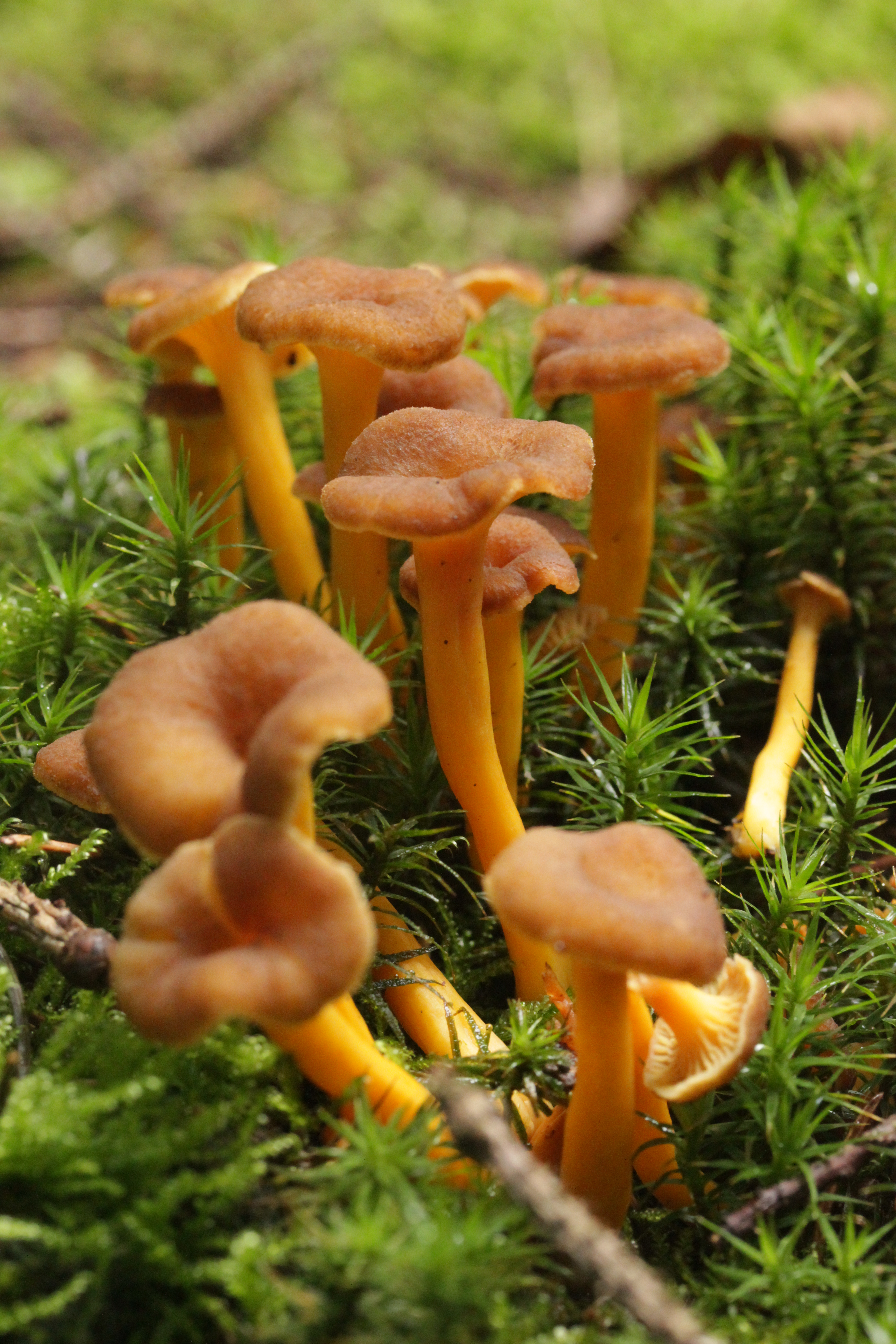
Craterellus tubaeformis, la Chanterelle en tube.
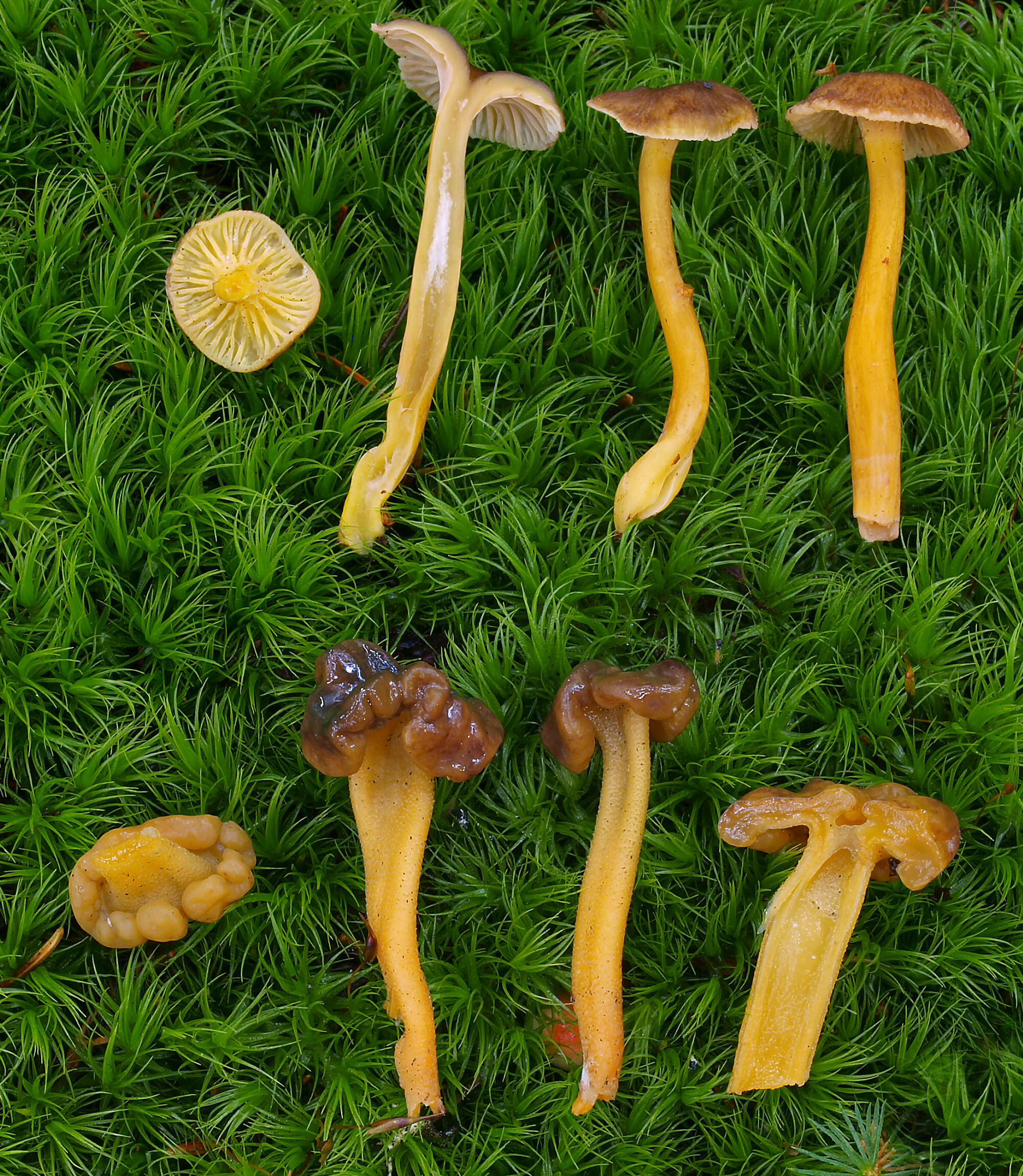
Craterellus tubaeformis (en haut) en comparaison avec Leotia lubrica (en bas).

## Écologie et répartition

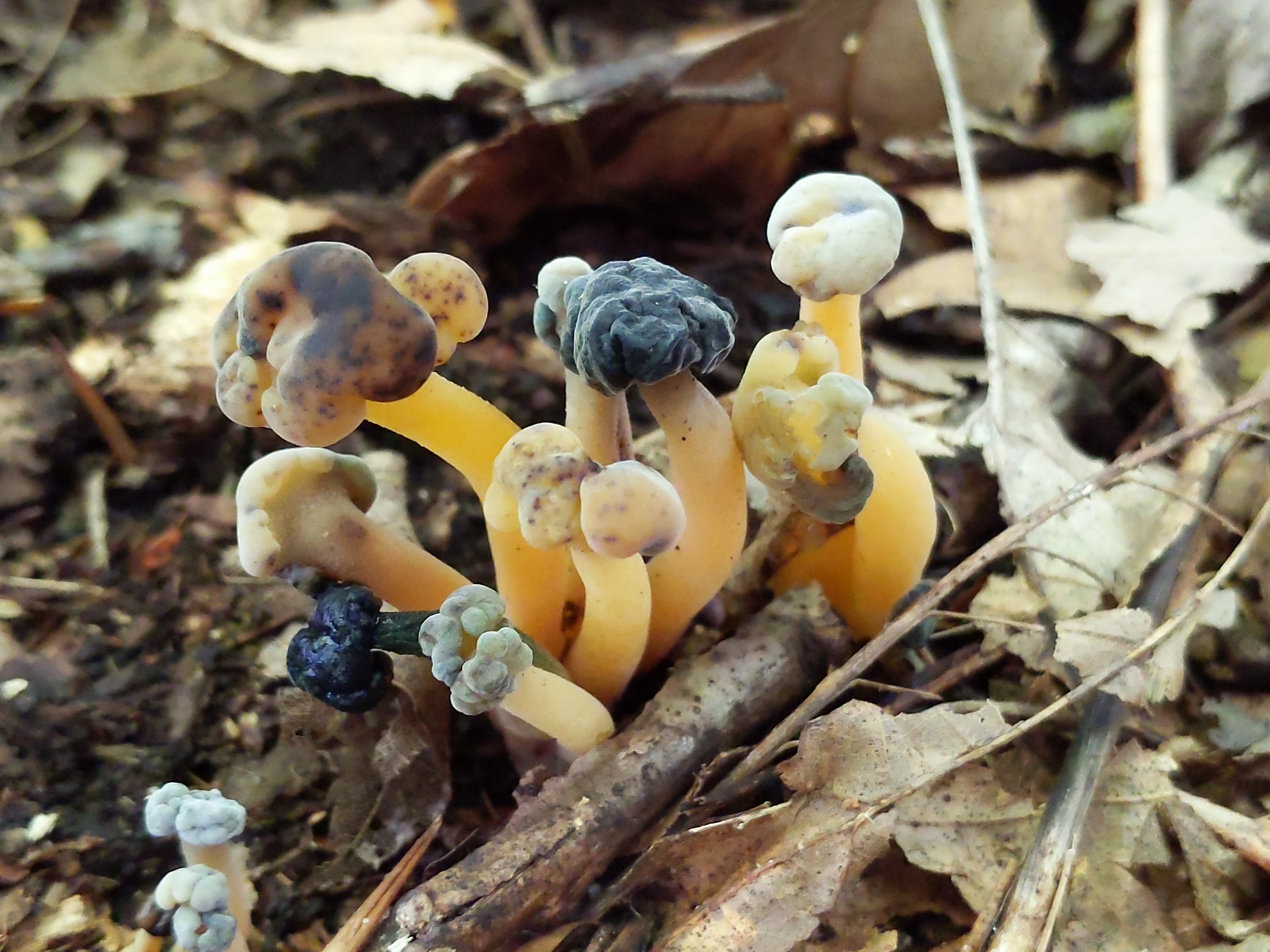
Hypomyces leotiicola, mycoparasite inféodé à L. lubrica

Leotia lubrica est une espèce saprotrophe, c'est-à-dire qu'elle se nourrit des matières organiques végétales en décomposition. Elle apprécie les forêts de feuillus et de conifères plutôt humides et se développe de la fin de l'été aux premières gelées. Elle pousse en troupe, en bouquets ou de façon solitaire ; certains pieds sont fusionnés (dits connés).
Hypomyces leotiicola est une espèce de champignons mycoparasites qui est intimement inféodées L. lubrica. Décrit en Suisse et en Amérique du Nord, sa présence se confirme par la présence de taches vertes et brunes. Hypomyces leotiicola en est la forme sexuée dite téléomorphe ; sa forme asexuée dite anamorphe est nommée Hypomyces leotiarum.
Elle est présente sur l'ensemble de l'écozone néarctique du Québec au Mexique, sur l'ensemble du Paléarctique de la France au Japon et en Australasie dont Nouvelle-Zélande et le Sud de l'Australie.

## Toxicité
Leotia lubrica, comme la Gyromitre (Gyromitra esculenta), contient de fortes quantités de monométhylhydrazine qui la rendent toxique,.